# 赫恩登 (堪薩斯州)
赫恩登（英語：Herndon）是一個位於美國堪薩斯州羅林斯縣的城市。

## 地方資料
根據2020年美國人口普查的數據，赫恩登的面積為0.82平方千米，當中陸地面積為0.82平方千米，而水域面積為0.00平方千米。當地共有人口119人，而人口密度為每平方千米145.12人。